# Riksväg 15, Sverige
För andra betydelser, se Riksväg 15.
Riksväg 15 är en riksväg som börjar i  hamnen i Karlshamn och slutar i Halmstad. Riksväg 15 är 154 km lång. Vägen har kallats för Tvärleden och även för Volvoleden på grund av transporterna till och från Volvos fabrik i Olofström.

## Sträckning
Vägen delar sträckning med riksväg 29 från hamnen i Karlshamn till E22 och därefter gemensam sträckning med E22:an som motortrafikled och motorväg västerut till en trafikplats utanför Pukavik.
Vägen används i hög utsträckning som transportväg för godstransporter från Blekinge och nordöstra Skåne mot Västkusten till Halmstad och Göteborg och kallas ibland "Volvoleden" p.g.a. att Volvo har en stor produktion i Olofström med tillhörande transporter till och från Göteborg. Tidigare på grund av relativt dålig standard på Tvärleden har godstransporterna i huvudsak gått den betydligt längre vägen via E22 Karlshamn – Kristianstad, riksväg 21 Kristianstad – Hässleholm och riksväg 24 Hässleholm – Örkelljunga – Laholm – Mellbystrand.

### Län och kommuner
Riksväg 15 passerar genom följande län och kommuner i Sverige, räknat från söder till norr:
| - Blekinge län - Karlshamn - Sölvesborg - Olofström |  | - Skåne län - Bromölla |  | - Blekinge län - Olofström |  | - Skåne län - Osby - Östra Göinge - Osby |  | - Kronobergs län - Älmhult - Markaryd |  | - Hallands län - Laholm - Halmstad |

## Historia
Vägen skyltades om till riksväg 15 våren 2013,[källa behövs] och återanvände då ett nummer som tidigare burits av nuvarande E22 under åren 1962-1980. Sträckan hade innan dess delvis inga skyltade nummer utan bestod främst av olika länsvägar. Mellan Pukavik och Lönsboda utgjordes vägen tidigare av länsväg 121 och mellan Lönsboda över Boalt till Osby, länsväg 119 och M 2127. Från Osby till Markaryd utgjordes vägen av länsväg M 1950 och G 571, och är delvis ny väg byggd år 2011. Mellan Markaryd och Halmstad utgjordes vägen tidigare av länsväg 117.
Sträckan Markaryd – Osby existerade inte som någon rak väg före 2011. Tidigare gick den närmaste vägen mellan samhällena över Hallaryd, där vägen på långa sträckor var smal (runt 4,5 m-6,0 m i bredd). Den smala vägbredden gjorde det svårt även för personbilar att mötas och var en omväg jämfört med nuvarande sträckning med 7 km samt att hastighetsbegränsningarna låg på 50 km/h-70 km/h. Den nuvarande vägen invigdes sommaren 2011 som en 9 meter bred väg och byggd för hastigheten 90 km/h samt 7 km kortare jämfört med vägen över Hallaryd. En kortare sträcka på 3 km norr om Olofström rustades upp 2008–2009 genom att vägen breddades till 8 meters bredd och flyttades utanför byn Skälmershult för att komma förbi ett översvämningsdrabbat område vid Möllesjön samtidigt som vägen blev ett hundratal meter kortare..
Riksväg 15 mellan Mörrum och Pukavik invigdes som motorväg (gemensam med E22) i november 2014. Anslutningen till E22 flyttades ut ur samhället Pukavik samtidigt som vägen mot Karlshamn blev 2,5 km motorväg.

## Framtid
Den sträckning som återstår att åtgärda för att vägen skall vara av godkänd riksvägsstandard (minst 8 meter bred samt inga genomfarter) är mellan Osby och Skälmershult strax efter länsgränsen inne i Blekinge län, en sträcka på 27 km med dagens väg. I första hand kommer en förbifart vid Lönsboda att prioriteras, troligtvis med dragning söder om samhället. Därefter vägen öster om Lönsboda mot Skälmershult i Blekinge där det finns en skarp kurva och lutning som ställer till problem för tung trafik. I sista hand en breddning och justering av vägen mellan Osby och Lönsboda med förbifart vid Boalt där hastighetsgränsen är satt till 50 km/h genom byn.
I Hallands län finns planer på att bygga ut vägen mellan Halmstad och Veinge till en 2+1-väg. Planer på byggstart är ännu[när?] inte fastställd.

## Vägstandard
| Delsträcka                       | Delsträcka                        | Avstånd | Hastighet | Vägstandard                                                               |
| -------------------------------- | --------------------------------- | ------- | --------- | ------------------------------------------------------------------------- |
| Halmstad Trafikplats Halmstad S  | Genevad                           | 10 km   |           | Landsväg. 60 km/h genom vissa korsningar.                                 |
| Genevad                          | Knäred                            | 20 km   |           | Landsväg. 70 km/h genom vissa korsningar.                                 |
| Knäred                           | Markaryd                          | 20 km   |           | Landsväg. 70 km/h genom vissa korsningar.                                 |
| Markaryd                         | Osby Holmö                        | 25 km   |           | Landsväg.                                                                 |
| Osby Holmö                       | Osby Cirkulationsplats Marklunda  | 5 km    |           | Landsväg/stadsgata.                                                       |
| Osby Cirkulationsplats Marklunda | Lönsboda                          | 18 km   |           | Landsväg. 40 km/h genom Boalt.                                            |
| Lönsboda                         | Skälmershult                      | 10 km   |           | Landsväg. 40 km/h genom Lönsboda.                                         |
| Skälmershult                     | Pukavik Trafikplats Pukavik       | 30 km   |           | Landsväg. 50-70 km/h genom Vilshult och Olofström. 70 km/h genom Jämshög. |
| Pukavik Trafikplats Pukavik      | Mörrum Trafikplats Mörrum V       | 2 km    |           | Motorväg (2+2) Gemensam med E22.                                          |
| Mörrum Trafikplats Mörrum V      | Karlshamn Trafikplats Karlshamn V | 12 km   |           | Motortrafikled (2+1) Gemensam med E22.                                    |

## Trafikplatser, korsningar och anslutande vägar
|                                           | Nr | Namn                       | Skyltning                                    |
| ----------------------------------------- | -- | -------------------------- | -------------------------------------------- |
| Landsväg Halmstad–Pukavik                 |    |                            |                                              |
|                                           |    | Trafikplats Halmstad Södra | Göteborg, Malmö                              |
|                                           |    |                            | Snöstorp, Stenalyckan, Eurostop              |
|                                           |    | Fyllinge N                 | Fyllinge                                     |
|                                           |    | Fyllinge S                 | Fyllinge, Kistinge                           |
|                                           |    | Veinge                     | Laholm, Tjärby                               |
|                                           |    | Lagan                      |                                              |
|                                           |    | Råstorp                    | Råstorp, Kornhult, Hishult                   |
|                                           |    | Markaryd                   | Markaryd C, Timsfors                         |
|                                           |    | Markaryd                   | Fjärholma                                    |
|                                           |    | Trafikplats Markaryd Norra | Stockholm, Helsingborg                       |
|                                           |    | Helge å                    |                                              |
|                                           |    | Osby                       |                                              |
|                                           |    | Osby                       | Osby centrum, Björkerås                      |
|                                           |    | Osby                       | Växjö, Hässleholm                            |
|                                           |    |                            | Hässleholm, Glimåkra (Rv 15 svänger vänster) |
|                                           |    | Lönsboda                   |                                              |
|                                           |    | Lönsboda                   | Älmhult                                      |
|                                           |    | Lönsboda                   | Ryd                                          |
|                                           |    | Vilshult                   |                                              |
|                                           |    | Olofström                  | Kyrkhult, Fridafors, Ryd                     |
|                                           |    | Jämshög                    | Jämshög                                      |
|                                           |    | Jämshög                    | Bromölla                                     |
| Motorväg Pukavik–Stensnäs                 |    |                            |                                              |
|                                           | 48 | Trafikplats Pukavik        | Malmö, Karlshamn, Kalmar                     |
| Motortrafikled Stensnäs–Karlshamn Väst    |    |                            |                                              |
|                                           | 49 | Trafikplats Mörrum Väst    | Mörrum V C Svängsta                          |
|                                           |    | Mörrumsån                  |                                              |
|                                           | 50 | Trafikplats Mörrum Öst     | Mörrum Ö C                                   |
|                                           | 51 | Trafikplats Karlshamn Väst | Karlshamn C V Karlshamns hamnar, Växjö       |
| Landsväg Karlshamn Väst–Karlshamns hamnar |    |                            |                                              |